# Parafia św. Jadwigi w Złocieńcu
Parafia pw. Świętej Jadwigi w Złocieńcu – parafia należąca do dekanatu Drawsko Pomorskie, diecezji koszalińsko-kołobrzeskiej, metropolii szczecińsko-kamieńskiej. Jedna z parafii rzymskokatolickich w mieście Złocieniec. Została utworzona 26 sierpnia 2000. Obsługiwana przez księży diecezjalnych. Siedziba parafii mieści się przy ulicy Połczyńskiej.

## Kościół parafialny
Kościół pw. św. Jadwigi w Złocieńcu
Kaplica parafialna została zbudowana w 2000, konsekrowana 29 maja 2001. 

## Kościoły filialne i kaplice
- Kościół pw. Najświętszego Serca Pana Jezusa w Bobrowie
- Kościół pw. Matki Bożej Częstochowskiej w Cieszynie